# فرانک زامبو آنگیسا
آندره-فرانک زامبو آنگیسا (انگلیسی: André-Frank Zambo Anguissa؛ زادهٔ ۱۶ نوامبر ۱۹۹۵) بازیکن فوتبال اهل کامرون است که برای باشگاه ناپولی بازی می‌کند.
وی همچنین در تیم ملی فوتبال کامرون بازی کرده‌است.